# Jeff Baxter

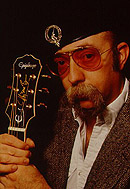
Jeff “Skunk” Baxter

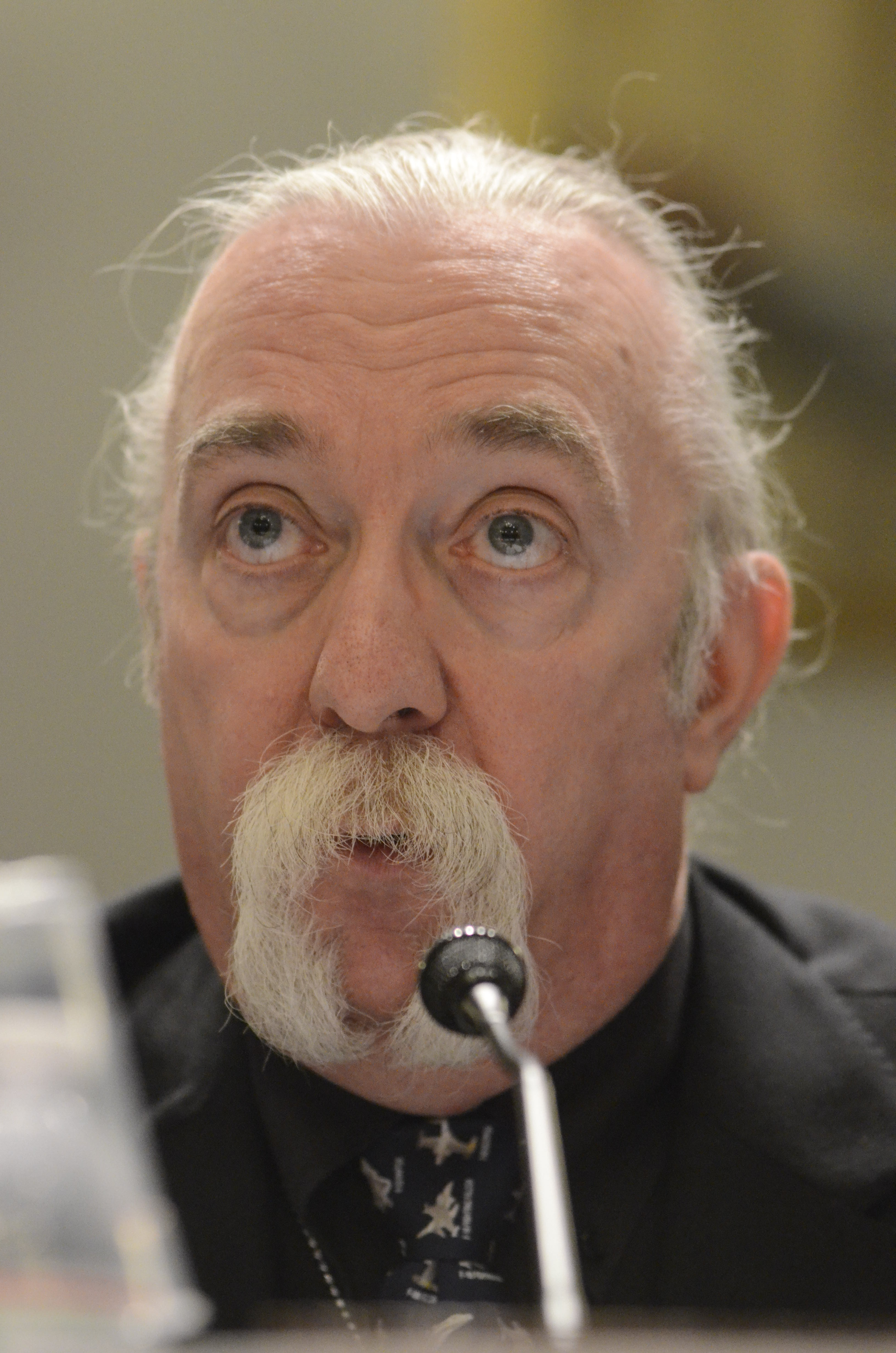
Baxter 2012

Jeff „Skunk“ Baxter (* 13. Dezember 1948 in Washington, D.C.; eigentlich Jeffrey Baxter) ist ein Rockgitarrist und Dobrospieler, bekannt geworden durch seine Arbeit mit Steely Dan und den Doobie Brothers.

## Leben
Baxters Musikkarriere begann in den 1960ern, als er kurzzeitig Mitglied der Holy Modal Rounders wurde. 1969 wirkte er an dem letzten Album der Psychedelic-Rock-Band Ultimate Spinach mit. 1972 begann er dann mit Steely Dan zusammenzuarbeiten und spielte die Leadgitarre auf deren Debütalbum Can’t Buy a Thrill. Nach Countdown to Ecstasy von 1973 und Pretzel Logic von 1974 übernahm jedoch Walter Becker die Leadgitarrenparts, sodass Baxter überflüssig wurde.
Er wechselte zu den Doobie Brothers und war 1974 an den Aufnahmen zu What Once Were Vices Are Now Habits beteiligt. Danach spielte er noch auf vier Alben der Band und setzte dabei auch eine Pedal-Steel-Gitarre ein. 1979 verließ er die Doobie Brothers.
Seit der Mitte der 1970er Jahre engagierte sich Baxter auch als Session-Musiker. Zu den Musikern, die Baxter begleitete, gehören zum Beispiel Al Kooper, Rod Stewart, Joni Mitchell, Ringo Starr, Rick Nelson, Barbra Streisand, Bryan Adams, Donna Summer, Dolly Parton, Carly Simon, Hoyt Axton und Freddie Hubbard.
Baxter tourte 1990 mit Keith Emerson (Emerson, Lake & Palmer), John Entwistle (The Who), Joe Walsh (Eagles) und dem Schlagzeuger Simon Phillips unter dem Bandnamen The Best durch Hawaii und Japan. 
Später wurde Baxter auch Musikproduzent und produzierte einige Alben von Nazareth. 
Auch sein Interesse an Militärtechnologien wuchs; 2001 wurde er von der US-amerikanischen Regierung angestellt.